# شيخ جراح (حلب)
شيخ جراح  قرية سوريّة تتبع إداريّاً لمحافظة حلب منطقة الباب ناحية مركز الباب، بلغ تعداد سكانها535 نسمة حسب التعداد السكاني لعام 2004.